# Romanès
|  | Aquest article tracta sobre la llengua. Si cerqueu el grup ètnic, vegeu «romanesos». |

El romanès o romanés (també conegut com a dacoromanès o moldau; autònim română, limba română AFI  [ˈlimba roˈmɨnə] (?·pàg.), "llengua romanesa", o românește, lit. romanesc: "en romanès") és una llengua romànica parlada per uns 24 milions de persones arreu del món. La major part, a prop de 20 milions es concentren a Romania i més de dos milions i mig a Moldàvia, on s'anomenava oficialment moldau, malgrat que el Tribunal Constitucional de Moldàvia ha sentenciat que s'ha d'anomenar romanès. El romanès té 73% de semblança amb el català i 77% amb l'italià. Oficialment s'escriu amb l'alfabet llatí, per bé que a Moldàvia encara molta gent fa servir l'alfabet ciríl·lic.
Arran del seu isolament respecte la resta de llengües romàniques (envoltat per llengües eslaves, úgriques i germàniques), el romanès és una de les llengües romàniques més diferenciades en relació amb la resta de la família, i mostra influències lèxiques eslaves, de l'alemany, de l'hongarès i fins i tot del grec. És una llengua molt estable i conservadora del punt de vista evolutiu.

## Història

### Prehistòria
Les llengües romàniques orientals, igual que les altres branques de les llengües romàniques, descendeixen de llatí vulgar, adoptat a Dàcia per un procés de romanització durant els primers segles de la nostra era.
La influència dels militars a Dàcia és conseqüència de la distribució de les unitats militars en aquest cap de pont de la defensa de l'Imperi Romà, al contrari, per exemple, que a l'exèrcit del Rin, que es va concentrar en els limes germànics, per la qual cosa va deixar poca en la parla local gal·lollatina.
La identificació de nombroses paraules d'ús militar romà (daci) - 52 canvis específics semàntiques i paraules militars heretades del llatí amb els seus significats clàssics - és al cor de la hipòtesi que l'idioma romanès és la continuació del llatí militar que es parlava al nord de la regió fronterera oriental de l'Imperi Romà.
Aquests vestigis d'ús militar són exclusius del romanès en la seva família de llengües. Per tant, el romanès és científicament molt interessant des del punt de vista lingüístic i històric, ja que les llengües romàniques no van prevaldre en les altres regions frontereres de l'Imperi Romà a Europa, Àsia i Àfrica. A més, la conservació en romanès d'aquests nombrosos vestigis de l'argot militar llatí (sermo castrensis)
| Llatí - attenere - cofea - committere - imperator - impressoriare (< pressorium) - in-sellare - in-tenuare - attenuatus - procedere - reponere - summittere - supponere - tenda (tendere) - trepidare - terra - vallum | Romanès - a (se) aține - coif, cască - a (se) (în)cumeta - împărat - a împresura - a înșela - a întina - înclinat - a purcede, a proceda - a răpune - a sumete - a supune, a subjuga - tindă - a trepida - țară - val | Català - atènyer - casc - atrevir-se - emperador - assetjar - ensellar - atenuar, afeblir - inclinat, doblegat - procedir - matar, destruir, derrotar (cf: "rapinya") - sotmetre - subjugar - tenda (d'acampar) - trotar (cf: "trepidant") - terra, país, nació - fortificació (cf: castellà "valla", anglès "wall") |

i la seva absència en aromanès (dialecte balcànic del romanès) indica la continuïtat de parlants llatins a la regió danubiana del nord, això malgrat les guerres defensives greus i constants amb els germànics, turanians i les poblacions eslaves que van entrar i, finalment s'hi van establir. Aquesta prova lingüística desafia la teoria de Roesler.
L'evolució del romanès és interessant sobretot pels canvis semàntics específics en mots vinguts dels llatí clàssic pel medi militar, com ara:
1. Extensió de significació (llatí "turma", esquadró de cavalleria - romanès "turma", ramat)
2. Especialització del sentit (llatí "civitatem", ciutat - romanès "cetate", fortalesa)
3. Metàfora (llatí "cofea", gorra de dormir - romanès "coif", casc)
4. Creació dels soldats (llatí "impressoriare" (< "pressorium") - romanès > romanès "a împresura", encerclar amb pressió.

L'Imperi Romà es va retirar de Dàcia l'any 271-5, i la deixà en mans dels gots
La història del romànic oriental entre el segle tercer i el desenvolupament del protoromanès pels volts del segle x, quan la regió va quedar sota la influència de l'Imperi Romà d'Orient, és desconeguda. És un tema de debat si el protoromanès es desenvolupà entre els pobles romanitzats que van ser abandonats a Dàcia arran de la retirada dels romans o entre persones de parla llatina als Balcans al sud del Danubi.
Durant l'edat mitjana, el romanès es va veure influenciat per les llengües eslaves i en certa manera pels grecs.
No hi ha testimoniatges de la presència del romanès durant l'edat mitjana, i tan sols entra al registre històric en el segle xvi.

### Història de la primeria
L'ús de la denominació romanès (română) per al nostre bell idioma (limba noastră cea frumoasă) com també per l'ús del gentilici romanesos (români), a fi de designar els parlants d'aquesta llengua, no esperaria la fundació de l'Estat romanès modern. Encara que els habitants dels antics voivodats romanesos utilitzen per a designar-se a ells mateixos mots com "ardeleni" (o "ungureni"), "moldoveni" o "munteni", el nom de "rumână" o "rumâniască" per a la llengua romanesa està documentat com a molt d'hora a partir del segle xvi per diversos viatgers estrangers en l'espai de parla romànica dels Carpats. així com en altres documents històrics escrits en romanès en aquest moment com Palia de la Orǎștie or Letopisețul Țării Moldovei (Les cròniques de la Terra de Moldàvia) Grigore Ureche.
El 1534, Tranquillo Andronico afirma: "Valachi nunc se Romanos vocant" ("se numesc români" - s'anomenen ells mateixos romanesos). Francesco della Valle escriu el 1532 que els romanesos "se denumesc Romei în limba lor" (s'anomenen ells mateixos romanesos en la seva pròpia llengua'), i posteriorment cita l'expressió: "Sti rominest?" (Saps romanès?).
Després de viatjar a través de Valàquia, Moldàvia i Transsilvània Ferrante Capecci explica el 1575 que la població indígena d'aquestes regions es diuen “românești” ("romanesci").
Pierre Lescalopier escriu el 1574 que els que viuen a Moldàvia, Valàquia i gran part de Transsilvània, “se consideră adevărați urmași ai romanilor și-și numesc limba “românește”, adică romana” (es consideren veritables descendents dels romans, i anomenen la llengua "romanès).
El saxó de Transsilvània Johann Lebel escriu el 1542 that «Vlachi» se numeau între ei «Romuini» i el cronista polonès Stanisław Orzechowski (Orichovius) assenyala el 1554 que în limba lor «walachii» se numesc «romini » (en la seva llengua, els valacs s'anomenen ells mateixos romanesos).
El croat Ante Verančić precises in 1570 that «Vlahii» din Transilvania, Moldova și Țara Românească se desemnează ca «romani» i l'hongarès transsilvà Martinus Szent-Ivany el 1699 assenyala la cosa següent: «Si noi sentem Rumeni» ("Și noi suntem români" - "We are Romanians as well) i «Noi sentem di sange Rumena» ("Noi suntem de sânge român" - Nosaltres som de sang romanesa).
Al Palia de la Orǎștie (1581) apareix escrit «.[…] că văzum cum toate limbile au și înfluresc întru cuvintele slǎvite a lui Dumnezeu numai noi românii pre limbă nu avem. Pentru aceia cu mare muncǎ scoasem de limba jidoveascǎ si greceascǎ si srâbeascǎ pre limba româneascǎ 5 cărți ale lui Moisi prorocul si patru cărți și le dăruim voo frați rumâni și le-au scris în cheltuială multǎ... și le-au dăruit voo fraților români,... și le-au scris voo fraților români» i al Letopisețul Țării Moldovei escrit pel cronista moldau Grigore Ureche podem llegir: «În Țara Ardialului nu lăcuiesc numai unguri, ce și sași peste seamă de mulți și români peste tot locul...».
Tanmateix, el document escrit més antic que existeix en romanès roman la Carta de Neacșu (1521) i va ser escrit usant caràcters ciríl·lics (que es van mantenir en ús fins a final del segle xix). No hi ha registres de cap mena de document escrit en romanès abans del 1521.
La llengua roman pobrament testimoniada al principi de l'Edat Moderna.
Miron Costin, en el seu De neamul moldovenilor (1687), a desgrat d'assenyalar que els moldaus, valacs i els romanesos que viuen al país hongarès tenen el mateix origen, diu que encara que la gent de Moldàvia es diuen ells mateixos moldaus, anomenen el seu idioma com a romanès (românește) en lloc de moldau (moldovenește).
Dimitrie Cantemir, en la seva Descriptio Moldaviae (Berlín, 1714), assenyala que els habitants de Moldàvia, Valàquia i Transsilvània parlaven el mateix idioma. Assenyala, però, algunes diferències d'accent i vocabulari.
El treball de Cantemir ofereix una de les primeres històries de la llengua, en la qual assenyala, com Ureche abans d'ell, l'evolució del llatí i s'adona dels manlleus turcs i polonesos. A més, s'introdueix la idea que algunes paraules deuen haver tingut arrels dàciques. Cantemir també assenyala que si bé la idea d'un origen llatí de la llengua era freqüent en el seu temps, altres estudiosos consideraven que havia derivat de l'italià.

### Història moderna
La primera gramàtica romanesa va ser publicada a Viena el 1780.
Arran de l'annexió de Bessaràbia per Rússia (després de 1812), es va establir el moldau com una llengua oficial a les institucions governamentals de Bessaràbia, utilitzat juntament amb el rus,
Les obres editorials establertes per l'arquebisbe Gavril Bănulescu-Bodoni van ser capaces de produir llibres i obres litúrgiques a Moldàvia entre 1815-1820.
La situació lingüística a Bessaràbia 1812-1918 fou el desenvolupament gradual del bilingüisme. El rus va seguir desenvolupant com l'idioma oficial de privilegi, mentre que el romanès continuava sent l'idioma principal.
El període 1905-1917 va contemplar un creixent conflicte lingüístic, amb el redespertar de la consciència nacional romanès. En 1905 i 1906, el zemstvo de Bessaràbia demanà la reintroducció del romanès a les escoles com una "llengua obligatòria", i la "llibertat per ensenyar en la llengua materna (llengua romanesa)". Al mateix temps, van començar a aparèixer diaris i revistes en llengua romanesa, com ara Basarabia (1906), Viața Basarabiei (1907), Moldovanul (1907), Luminătorul (1908), Cuvînt moldovenesc (1913), Glasul Basarabiei (1913).A partir de 1913, el sínode permeté que "les esglésies a Bessaràbia utilitzin la llengua romanesa".
El romanès finalment va esdevenir l'idioma oficial amb la Constitució de 1923.

### Gramàtica històrica
El romanès ha conservat una part de la declinació del llatí, però mentre que el llatí tenia sis casos, des d'un punt de vista morfològic romanès en té només tres: nominatiu - acusatiu, genitiu - datiu, i marginalment el vocatiu. Els substantius romanesos també preserven el gènere gramatical neutre, tot i que en lloc de funcionar com un gènere independent amb les seves pròpies formes d'adjectius, el neutre romanès va esdevenir una barreja de masculí i femení. La morfologia del verb romanès ha mostrat la mateixa tendència cap a un temps compost perfecte i futur com les altres llengües romàniques. En comparació amb els altres llengües romàniques, durant la seva evolució, el romanès ha simplificat el sistema original de temps verbal llatí de manera extrema, en particular, l'absència de seqüència de temps.

## Distribució geogràfica
El romanès es parla principalment a Europa central i a la regió dels Balcans del sud d'Europa, encara que els parlants de la llengua es poden trobar arreu del món, majoritàriament a causa de l'emigració dels nacionals romanesos. Els parlants romanesos representen el 0,5% de la població mundial, i el 4% de la població de parla romànica del món.
El romanès és l'idioma oficial i nacional únic a Romania i Moldàvia, tot i que comparteix l'estatus oficial a nivell regional amb altres llengües en les autonomies moldaves de Gagaúsia i Transnístria. El romanès és també una llengua oficial de la Província Autònoma de Voivodina a Sèrbia, juntament amb altres cinc idiomes. Es poden trobar minories romaneses a Sèrbia (Timočka Krajina), Ucraïna (províncies de Txernivtsí i Odessa) i Hongria (Gyula). Hi ha grans comunitats d'immigrants a Itàlia, Catalunya (on constitueixen la segona comunitat per nombre de nacionals, després de la marroquina), França i Portugal.
El 1995, la comunitat de parla romanesa més gran en el Mitjà Orient es trobava a Israel, on un 5% de la població parlava romanès. El romanès també és parlat com a segona llengua per la gent dels països de parla àrab que han estudiat a Romania. S'estima que gairebé mig milió d'àrabs de l'Orient Mitjà van estudiar a Romania durant la dècada del 1980. Hom troba també petites comunitats de parla romanesa al Kazakhstan i Rússia. El romanès també es parla dins de les comunitats d'immigrants romanesos i moldaus als Estats Units, Canadà i Austràlia, tot i que no constitueixen una gran comunitat homogènia a l'estat sencer. A Catalunya hi ha també romanesos vinguts a partir de l'any 2000.

### Estatus legal

#### A Romania
Segons la Constitució de Romania de 1991, revisada el 2003, el romanès és l'idioma oficial de la República.
Romania exigeix l'ús del romanès a les publicacions oficials del govern, l'educació pública i els contractes legals. Els anuncis, així com altres missatges públics han de portar una traducció de les paraules estrangeres, mentre que els signes comercials i logotips hauran de ser escrits en la seva major part en romanès.
L'Institut de la Llengua Romanesa (Institutul Limbii Române), establert pel Ministeri d'Educació de Romania, promou el romanès i dona suport a les persones disposades a estudiar la llengua, treballant juntament amb el Departament per als romanesos a l'Exterior del Ministeri d'Afers Exteriors.

#### A Moldàvia
El romanès és l'idioma oficial de la República de Moldàvia. La Declaració d'Independència anomena l'idioma oficial com a romanès. La Constitució de Moldàvia anomena la llengua estatal del país com a moldau. Al desembre de 2013, una decisió del Tribunal Constitucional de Moldàvia va dictaminar que la Declaració de la Independència té precedència sobre la Constitució i la llengua de l'Estat ha de ser anomenada romanès.
Els estudiosos coincideixen que moldau i romanès són el mateix idioma, amb el glotònim "moldau" utilitzat en certs contextos polítics. Ha estat l'única llengua oficial, des de l'aprovació de la Llei de la Llengua de l'Estat de l'RSS de Moldàvia el 1989. Aquesta llei exigeix l'ús del moldau en totes les esferes polítiques, econòmiques, culturals i socials, així com l'afirmació de l'existència d'una "identitat lingüística moldoromanesa". També s'utilitza a les escoles, els mitjans de comunicació, l'educació i en la parla col·loquial i l'escriptura. Fora de l'arena política el llenguatge és anomenat més sovint "romanès". En el territori separatista de Transnístria, és cooficial amb l'ucraïnès i el rus.
Al cens moldau del 2004, de les 3.383.332 persones que viuen a Moldàvia, el 16,5% (558.508) va declarar el romanès com a llengua materna, mentre que el 60% afirmaren que era el moldau. Mentre que el 40% de tots els parlants urbans de romanès / moldau identificaren la seva llengua materna com a romanès, al camp menys del 12% dels parlants de moldau / romanès indicaren el romanès com a llengua materna.

#### A Voivodina, Sèrbia
| 1–5% 5–10% 10–15% | 15–25% 25–35% over 35% |

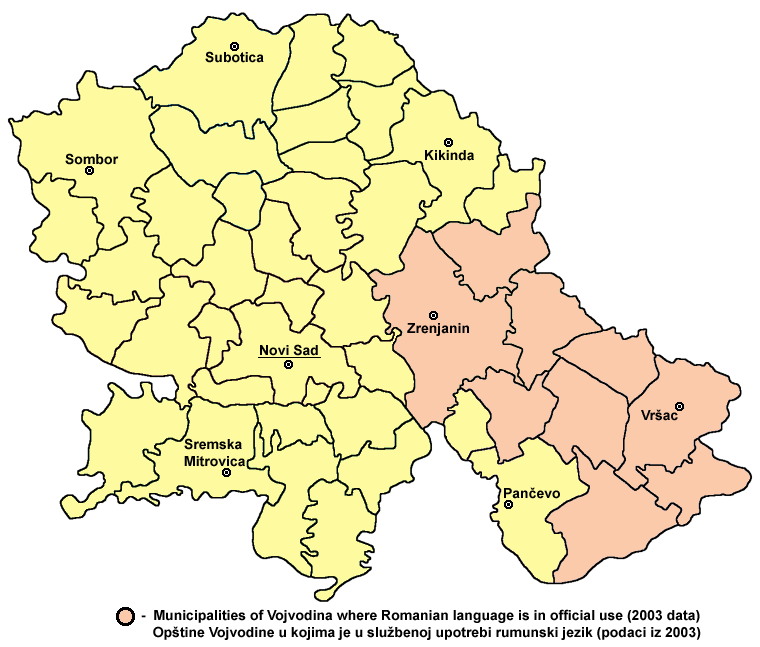
Ús oficial de la llengua romanesa a Voivodina, Sèrbia

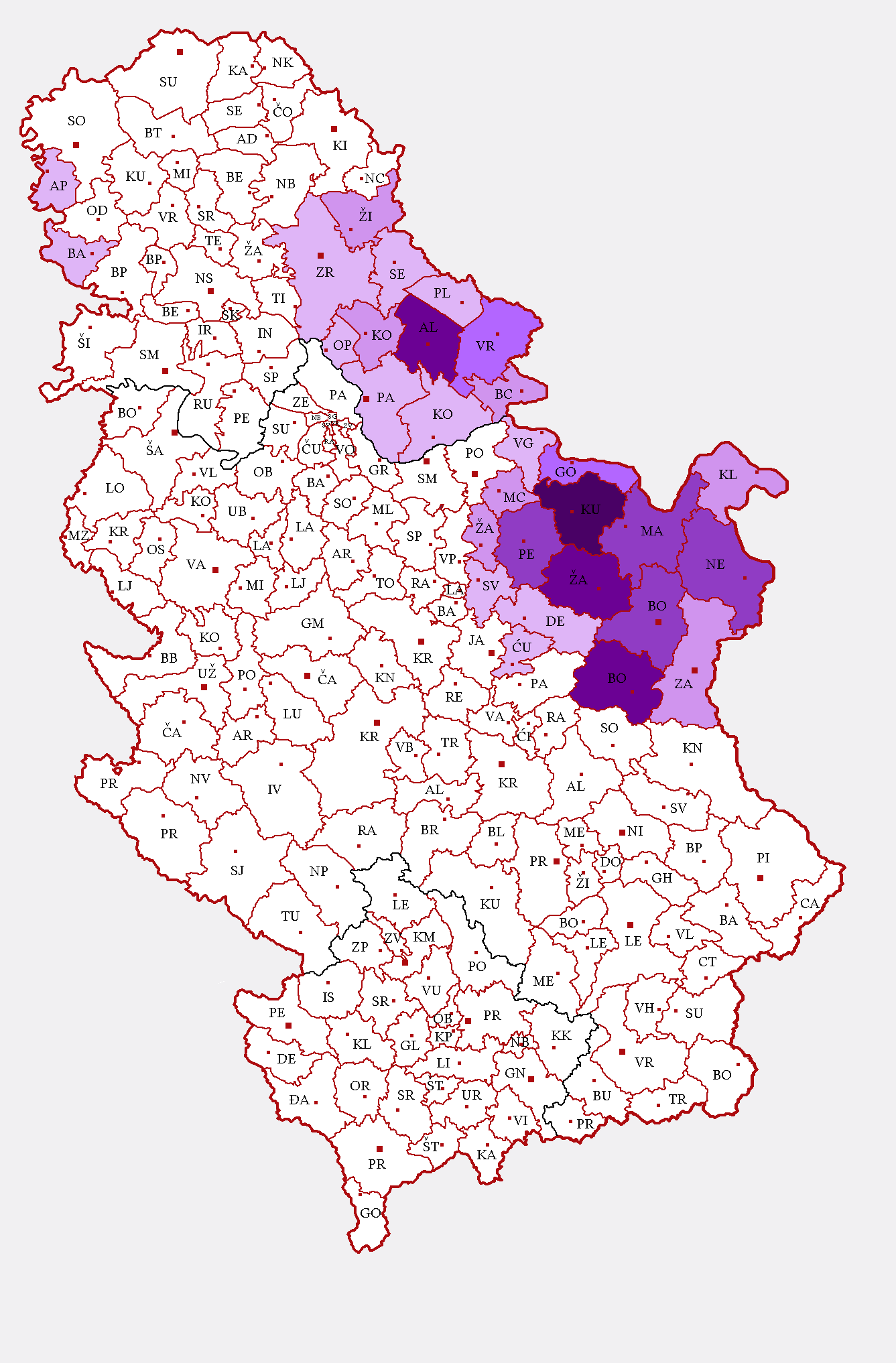
Llengua romanesa a tota Sèrbia (vegeu també romanesos de Sèrbia), cens de 2002

La Constitució de la República de Sèrbia determina que en les regions de la República de Sèrbia habitades per minories nacionals, les seves pròpies llengües i escriptures tindran ús oficial, així, en la forma establerta per la llei.
L'Estatut de la Província Autònoma de Voivodina determina que, juntament amb el llengua serbocroata i l'alfabet ciríl·lic i l'alfabet llatí segons l'estipulat per la llei, l'hongarès, eslovac, romanès i rutè i els seus guions, així com els idiomes i alfabets d'altres nacionalitats, haurà al mateix temps ser utilitzat oficialment a la tasca dels òrgans de la província autònoma de Voivodina, al forma establerta per la llei. Els cossos de la Província Autònoma de Voivodina són: l'Assemblea, el Consell Executiu i dels òrgans administratius provincials.
La llengua i l'escriptura romanesa són usats oficialment a vuit municipis: Alibunar, Biserica Albă (Bela Crkva), Zitiște (Žitište), Becicherecu Mare (Zrenjanin), Kovăcița (Kovačica), Cuvin (Kovin), Plandiște (Plandište) i Sečanj. Al municipi de Vârșeț (Vršac), el romanès només és oficial a les viles de Voivodinț (Vojvodinci), Marcovăț (Markovac), Straja (Straža), Jamu Mic (Mali Žam), Srediștea Mică (Malo Središte), Mesici (Mesić), Jablanka, Sălcița (Salčica), Râtișor (Ritiševo), Oreșaț (Orašac) i Coștei (Kuštilj).
En el cens del 2002, l'últim dut a terme a Sèrbia, l'1,5% dels voivodinians van declarar el romanès com a llengua materna.

#### Estatus de llengua regional a Ucraïna
En algunes parts d'Ucraïna, on els romanesos constitueixen una part significativa de la població local (districtes a les óblasti de Txernivtsí, Odessa i Transcarpàcia) el romanès s'ensenya a les escoles com a llengua principal i hi ha diaris en llengua romanesa, a més d'emissions de televisió i ràdio.
La Universitat de Txernivtsí a l'oest d'Ucraïna capacita els mestres per a les escoles romaneses en els camps de la filologia romanesa, les matemàtiques i la física.
Al raion de Hertsa d'Ucraïna, així com a altres viles de la província de Txernivtsí i Transcarpàcia, el romanès ha estat declarat una "llengua regional", junt amb l'ucraïnès, segons la legislació de 2012 sobre les llengües a Ucraïna.

#### En altres països i organitzacions
El romanès és una llengua oficial o administrativa en diverses comunitats i organitzacions, com la Unió Llatina i la Unió Europea. El romanès és també un dels cinc idiomes en què es realitzen els serveis religiosos a l'Estat Monàstic Autònom del Mont Atos, i es parla a les comunitats de monjos de Prodromos i Lacu.

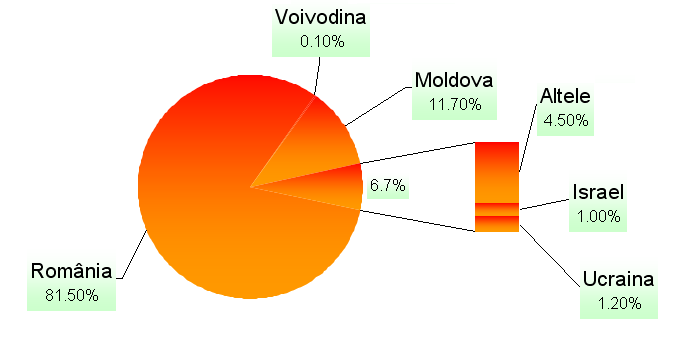
Distribució dels parlants de romanès com a llengua nadiua per país (Altele significa 'altre')

## Descripció lingüística
Els noms i adjectius romanesos tenen tres gèneres (masculí, femení i neutre) i flexió de nombre. Els articles definits són enclítics respecte al nom, és a dir, que van darrere el nom i formen un sol bloc (per exemple, el mot drac, que significa el mateix que en català, sona dracul quan es vol dir 'el drac'); aquesta característica única entre les llengües romàniques. La conjugació verbal és més complexa que la dels seus parents, puix que té fins a 5 modes diferents i una àmplia varietat de formes impersonals.
És l'única llengua romànica important que té el fonema /h/ (transcripció de l'AFI), amb l'occità gascó i algunes varietats de castellà, de francès i de gallec. L'ortografia és bastant simple. Pel que fa al lèxic, el 75% és d'origen llatí, entre el 10% i el 20% eslau i la resta, manlleus d'altres llengües, entre les quals destaquen el turc, l'italià i els derivats del traci.

### Fonologia
|            | Bilabial | Labiodental | Dental | Postalveolar | Velar | Glotal |
| ---------- | -------- | ----------- | ------ | ------------ | ----- | ------ |
| Nasal      | m        |             | n      |              |       |        |
| Oclusiva   | p b      |             | t d    |              | k ɡ   |        |
| Africada   |          |             | ʦ      | ʧ ʤ          |       |        |
| Fricativa  |          | f v         | s z    | ʃ ʒ          |       | h      |
| Vibrant    |          |             | r      |              |       |        |
| Aproximant |          |             | l      |              |       |        |

Existeixen 7 vocals en oposició fonològica en romanès:
|         | anterior | central | posterior |
| ------- | -------- | ------- | --------- |
| Tancada | i        | ɨ       | u         |
| Mitjana | e        | ə       | o         |
| Oberta  |          | a       |           |

### Escriptura
L'alfabet romanès està basat en l'alfabet llatí, i té les lletres següents:
- A, Ă, Â, B, C, D, E, F, G, H, I, Î, J, K, L, M, N, O, P, R, S, Ș, T, Ț, U, V, X, Z.

Les lletres Q, W i Y només es troben en paraules prestades d'altres llengües, com quasar, watt i yacht.
L'alfabet romanès és gairebé completament fonètic, amb dues excepcions principals:
- Les lletres â i î representen el mateix so, el de la vocal central tancada no labialitzada /ɨ/. Es distingeixen en què î s'empra a principi i a final del mot (începe > començar / omorî > matar), i â als altres casos (mâna > mà).
- Diverses formes dels pronoms personals i del verb couplatiu a fi (ser) que comencen per e- es pronuncien diftongades [je]: per exemple eu (jo), este (és), pronunciades respectivament: [jeu], [jeste].
- La c i la g oferixen un comportament semblant a l'italià. És a dir, per a escriure els fonemes /k/ i /g/ davant de les vocals e i i s'empren els dígraf ch i gh respectivament.

### Pronunciació
La següent taula il·lustra la pronunciació del romanès:
| Lletra | So                      | Pronunciació aproximada                                     | Exemple                                |
| ------ | ----------------------- | ----------------------------------------------------------- | -------------------------------------- |
| a      | [a]                     | a en casa                                                   |                                        |
| ă      | [ə]                     | Vocal neutra, en casa o Barcelona, en català oriental.      |                                        |
| â, î   | [ɨ]                     | So intermedi entre /i/ i /u/                                | mână ['mɨnə] "mà"                      |
| b      | [b]                     | b en Badalona                                               |                                        |
| c      | /k/ (davant -a, -o, -u) | c en casa                                                   |                                        |
| c      | [ʧ] (davant -e, -i)     | tx en cotxe                                                 | face ['faʧe] "fer"                     |
| ch     | [k]                     | qu en que                                                   | chip [kip] "visatge, cara"             |
| d      | [d]                     | d en Dinamarca                                              |                                        |
| e      | [e]                     | e en néixer                                                 |                                        |
| e      | [e̯]                     | ([e] semivocal)                                             | seară ['se̯arə] "tarda"                 |
| e      | [je]                    | ie- (en alguns casos a començ de mot)                       | el ['jel] "ell"                        |
| f      | [f]                     | f en Figueres                                               | foc [fok] "foc"                        |
| g      | [ɡ] (davant-a, -o, -u)  | g en gos                                                    | galben ['galben] "groc"                |
| g      | [ʤ] (davant-e, -i)      | g en Girona                                                 | ger [ʤer] "gebre"                      |
| gh     | [g]                     | gu en Guissona                                              | ghid [gid] "guia"                      |
| h      | [h]                     | Aspirada, com en anglès hat                                 | hârtie [hɨr'tie] "paper"               |
| i      | [i]                     | i en Figueres                                               | mic [mik] "petit"                      |
| i      | [j]                     | i en iogurt                                                 | iarbă ['jarbə] "herba"                 |
| i      | [ʲ]                     | Palatalització de la consonant final                        | bani ['banʲ] "diners"                  |
| j      | [ʒ]                     | g en Gironella                                              | jos [ʒos] "sota"                       |
| k      | [k]                     | k en "kilo"                                                 | kilogram [kilo'gram] "kilogram"        |
| l      | [l]                     | l en lògica                                                 |                                        |
| m      | [m]                     | m en Mallorca                                               |                                        |
| n      | [n]                     | n en Noguera                                                | nimic [ni'mik] "res"                   |
| o      | [o]                     | o en Tarragona                                              |                                        |
| o      | [o̯]                     | /o/ semivocal                                               | noapte ['no̯apte] "nit"                 |
| p      | [p]                     | p en Pallars                                                |                                        |
| r      | [r]                     | r en cara                                                   |                                        |
| s      | [s]                     | s en Sabadell                                               |                                        |
| ș      | [ʃ]                     | ix o x en vaixell, xocolata                                 | șapte ['ʃapte] "set"                   |
| t      | [t]                     | t en Tarragona                                              |                                        |
| ț      | [ʦ]                     | zz en italià pizza o ts en potser                           | țuică ['ʦujkə] "una mena d'aiguardent" |
| u      | [u]                     | u en muntanya                                               |                                        |
| u      | [w]                     | u semivocal en nàutic                                       | nouă ['nowə] "nou"                     |
| v      | [v]                     | v (bilabial francesa, anglesa, italiana) o catalana vaixell |                                        |
| x      | [ks]                    | x en luxe                                                   |                                        |
| z      | [z]                     | z en Sant Quirze                                            | zid [zid] "mur"                        |

### Gramàtica

#### El substantiu
Els noms es flexionen en gènere, nombre i cas.

##### Gènere
El romanès té també els dos gèneres comuns a les llengües llatines: masculí i femení; i un tercer, que en contexts generals molt sovint s'anomena "neutre" simbòlic i, tanmateix i més precisament es tracta del gènere ambigu: les paraules que pertanyen a aquest gènere s'empren com a masculines en singular i com a femenines en plural. No es tracta, doncs, del gènere neutre heretat del llatí. Per això, en dir "gènere neutre" cal entendre que es fa referència al "gènere ambigu".
La major part dels mots que acaben en ă són femenins, mentre que els noms amb final consonàntic són masculins o ambigus (neutres). Les paraules que acaben en e solen ser femenines, tot i que n'hi ha força de masculines, com pește (peix) i câine (gos).
De vegades es pot modificar el gènere emprant sufixos. De femení a masculí s'empra el sufix "-oi" (pisica (fem.) > pisoi (masc.) = gata/gat) i el procés oposat s'ateny amb el sufix "-ică" (lup (masc.) > lupoaică (fem.) = llop/lloba).

##### Nombre
El plural dels noms es forma mitjançant els sufixos -i, -e i -uri, acompanyats de vegades d'una modificació fonètica a l'arrel. Per exemple, stradă (carrer), en plural és străzi. Fată (noia), en plural és fete. Frate (germà), en plural és frați.
La distribució dels sufixos de plural s'exemplifica a la taula següent:
| Gènere  | Singular   | Plural | Exemple                                                                  |
| ------- | ---------- | ------ | ------------------------------------------------------------------------ |
| Femení  | -ă         | -e     | casă (casa) > pl. case / măr (poma) > pl. mere                           |
| Femení  | -ă         | -i     | ușă (porta) > pl. uși                                                    |
| Femení  | -e         | -i     | carte (llibre) > pl. cărți / familie (família) > pl. familii             |
| Femení  | -ea        | -ele   | stea (estel) > pl. stele                                                 |
| Masculí | -Consonant | -i     | pom (arbre) > pl. pomi / student (estudiant) > pl. studenți              |
| Masculí | -e, -u, -ă | -i     | pește (peix) > pl. pești / fiu (fill) > pl. fii / tată (pare) > pl. tați |
| Neutre  | -Consonant | -e     | apartament (apartament) > pl. apartamente / oraș (ciutat) > pl. orașe    |
| Neutre  | -Consonant | -uri   | drum (carretera) > pl. drumuri / pat (llit) > pl. paturi                 |
| Neutre  | -u         | -e     | teatru (teatre) > pl. teatre                                             |
| Neutre  | -u         | -uri   | lucru (cosa) > pl. lucruri"                                              |

##### Articles
L'article indeterminat és:
- Masculí = un > un student (un estudiant)
- Femení = o > o noapte (una nit)

L'article definit s'expressa mitjançant un sufix del nom. Aquesta és una característica única entre les llengües llatines, però es troba també en una llengua balcànica veïna, el búlgar, cosa que fa pensar en una influència d'adstrat.
L'article definit varia segons el gènere gramatical del nom, d'acord amb la següent taula:
| Nombre   | Gènere           | Sufix             | Exemples                                                                            |
| -------- | ---------------- | ----------------- | ----------------------------------------------------------------------------------- |
| Singular | Masculí / Neutre | Cons. + -ul       | bărbat (home) → bărbatul (l'home)                                                   |
| Singular | Masculí / Neutre | -i + -ul          | ochi (ull) → ochiul (l'ull)                                                         |
| Singular | Masculí / Neutre | -u + -l           | muzeu (museu) → muzeul (el museu)                                                   |
| Singular | Masculí / Neutre | -e + -le          | câine (gos) → câinele (el gos)                                                      |
| Singular | Femení           | -ă → -a           | casă (casa) → casa (la casa)                                                        |
| Singular | Femení           | -e + -a           | noapte (nit) → noaptea (la nit)                                                     |
| Singular | Femení           | -ie → -ia         | femeie (dona)" → femeia (la dona)                                                   |
| Singular | Femení           | -a, -ea, -i + -ua | stea (estel) → steaua (l'estel) / zi (dia) → ziua (el dia)                          |
| Plural   | Masculí          | Plural + -i       | prieteni (amics) → prietenii (els amics)                                            |
| Plural   | Femení / Neutre  | Plural + -le      | cărți (llibres) → cărțile (els llibres) / teatre (teatres) → teatrele (els teatres) |

Quan el nom va precedit d'un adjectiu, l'article es sufixa normalment a l'adjectiu:
- Bun student (bon estudiant)
- Bunul student (el bon estudiant)

#### Possessió
La possessió s'expressa mitjançant el cas genitiu/datiu de l'article:
- Cartea profesorului
  - El llibre del professor
- Presiunea cauciucurilor
  - La pressió dels pneumàtics
- Acoperișul casei
  - El sostre de la casa

Hi ha també un adjectiu determinatiu possessiu:
- Masculí/neutre singular: al
- Masculí/neutre plural: ai
- Femení singular: a
- Femení plural: ale

Que s'empra quan hi ha un adjectiu entre el nom i el posseïdor, entre altres casos. És molt comú, sobretot de forma col·loquial, posar el sufix "lui" o "lei" davant del substantiu per facilitar la pronunciació. Concorda amb el nom que indica l'objecte posseït. Per exemple:
- Telefonul nou al profesorului
  - El telèfon nou del professor
- Casa cea mare a părinților mei
  - La casa gran dels meus pares

La possessió pronominal s'expressa mitjançant adjectius possessius que segueixen el nom, que ha de ser en forma definida:
- Fratele meu este student
  - Mon germà és estudiant
- El vorbește cu prietenul său
  - Ell parla amb el seu amic

#### Demostratius
El romanès té un sistema de dos demostratius, un més proper "aquest" i un més llunyà "aquell". Solen estar darrere del nom, que ha d'aparèixer en forma definida.

#### Adjectius qualificatius
Com en altres llengües romàniques, l'adjectiu concorda en gènere i nombre amb el nom que modifica. La seva posició normal és després del nom. Quan el precedeix, pren l'article sufixat.
- Un profesor bun
  - Un professor bo
- O casă bună
  - Una casa bona
- Niște profesori buni
  - Alguns professors bons
- Niște case bune
  - Algunes cases bones

#### Pronoms personals
Els pronoms personals en funció de subjecte s'ometen, tret dels casos d'èmfasi o d'enfocament informatiu. Les formes d'aquests pronoms es recullen en la següent taula:
| Casos            | Primera persona | Primera persona | Segona Persona | Segona Persona | Tercera persona | Tercera persona | Tercera persona | Tercera persona |
| Casos            | Singular        | Plural          | Singular       | Plural         | Singular        | Singular        | Plural          | Plural          |
| ---------------- | --------------- | --------------- | -------------- | -------------- | --------------- | --------------- | --------------- | --------------- |
| Casos            | Singular        | Plural          | Singular       | Plural         | masc            | fem             | masc            | fem             |
| Nominatiu        | eu              | noi             | tu             | voi            | el              | ea              | ei              | ele             |
| Acusatiu (àton)  | mă (m-)         | ne              | te             | vă (v-)        | îl (l-)         | o               | îi (i-)         | le              |
| Acusatiu (tònic) | mine            | noi             | tine           | voi            | el              | ea              | ei              | ele             |
| Datiu (àton)     | îmi (-mi)       | ne (-ni)        | îți (-ți)      | vă (v-, -vi)   | îi (-i)         | îi (-i)         | le, li          | le, li          |
| Datiu (tònic)    | mie             | nouă            | ție            | vouă           | lui             | ei              | lor             | lor             |

Les formes entre parèntesis de la taula són les que s'empren com a clítics, units fonèticament a un verb o a un altre pronom:
- Mi-a explicat despre ce este vorba
  - M'ha explicat de què tracta
- Așteaptă-l la stație
  - Espera'l a l'estació

Les formes tòniques dels pronoms d'acusatiu s'empren amb preposicions:
- Cine te-a învățat pe tine să te porți astfel?
  - Qui t'ha ensenyat a tu a portar-te així?
- Ion este cu mine
  - Ion està amb mi

#### El verb
El romanès ha heretat del llatí els seus quatre grups verbals. Per una altra banda, el romanès té sis formes diferents d'expressar el temps futur. Els infinitius acaben en -are, -eare, -ere i -ire, com en italià, i, com en les altres llengües llatines, es poden emprar com a substantius. Normalment, els diccionaris ofereixen els infinitius curts, és a dir, sense el sufix -re, tot i que també és correcte emprar l'infinitiu complet en enunciats, tant com a verbs com a substantius.

#### Lèxic
Quant al vocabulari representantiu (bàsic) del romanès, la situació es presenta d'aquest mode:
- Elements romànics 80% dels quals
  - 71% llatins heretats
  - 5% francesos
  - 4% llatins erudits
  - 2% italians
- Formacions internes 3% (la major part provenen del llatí)
- Eslaus 15%
- Altres 2%

La influència eslava fou a causa no sols de les migracions, sinó també del període d'adscripció dels ortodoxos romanesos a l'Església controlada pel patriarcat búlgar. Una petita influència eslava s'observa tant al component lèxic com al fonètic de la llengua. Per exemple, en no tenir el llatí una paraula per expressar "sí", el romanès va prendre l'expressió eslava "da". A més, el romanès és la sola "gran" llengua llatina amb el fonema /h/.
També cal destacar que gairebé totes les activitats rurals tenen noms procedents del llatí, mentre que les relacionades amb la vida urbana foren generalment amprades d'altres llengües (francès, italià, alemany, anglès, hongarès, etc.). Durant el segle xix, el romanès va manllevar lèxic del francès i de l'italià. Més endavant, de l'alemany i de l'anglès.

## Mots coincidents entre romanès i català tant en grafia i significat i de mateixa pronunciació o semblant
acord, agitat, apartament, bou, calamar, cald, cap, casă/casa, clar, comportament, corb, crec, curios/curiós, doradă/dorada, enervat, foc, frustrat, gelos/gelós, gest, gras, gust, înclinat/inclinat, joc, loc/lloc, minuscul/minúscul, mort, nap, nas, născut/nascut, nou, os, ou, păcat/pecat, plajă/platja, porc, roc, rom, sac, suc, pot, text, teu/tău, tot, tren, trist, viu...
râu ([riw]) (riu).
La mulți ani!: Per molts anys!

## Dialectes
Allò que coneixem com a romanès és una branca de les llengües romàniques orientals, també anomenades balcoromàniques. Hi ha qui considera que les llengües balcoromàniques encara existents (dacoromanès, istrioromanès, meglenoromanès i aromanès) formen una única llengua. Malgrat això, l'opinió científica majoritària és que cadascuna forma una llengua relacionada però independent de la resta.

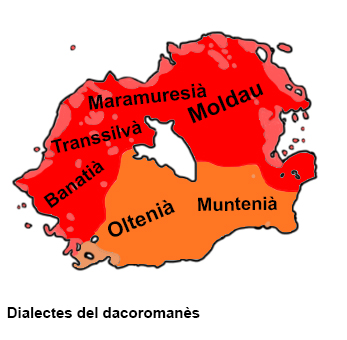
Dialectes del dacoromanès

El romanès (o dacoromanès) se sol dividir en dos grans blocs: les variants septentrionals i les meridionals. Les variants del nord se subdivideixen alhora en: moldau, transsilvà, maramuresià i banatià. Les variants del sud (també anomenades valac) se subdivideixen en: oltenià i muntenià.